# Кременчуцьке водосховище
Кременчу́цьке водосхо́вище — одне з пʼяти великих водосховищ у каскаді на річці Дніпро в Полтавській, Кіровоградській та Черкаській областях України. Розташоване між Канівським та Кам'янським водосховищами. Було створене греблею Кременчуцької ГЕС. Заповнено у 1959—1961 роках. Його ще називають Кременчуцьким морем.

## Загальні дані
Площа — 2250 км² (найбільше за площею водосховище в Україні), об'єм 13,5 км³ (1-ше місце в Україні). Довжина — 185 км, найбільша ширина — 30 км, найбільша глибина — 28 м. Має сезонне регулювання стоку. Коливання рівня води 5,25 м.
На основі морфологічних, морфометричних та гідрологічних характеристик, водосховище умовно розділене на три частини. Верхня і середня частини згідно з фізико-географічним районуванням України, розташовані в межах Дніпровського заплавно-борового району північної лісостепової області. Нижня частина водосховища та територія Сулинської затоки входить до Оболонсько-Градизького району південної лісостепової області, Лівобережно-Дніпровської, Лісостепової провінції, Лісостепової зони України.
Береги водосховища високі (до 30—40 м), урвисті; поширені ерозійні процеси. Берег піщаний, в основному попід кручами, розділеними ярами. Взимку водосховище замерзає: з кінця грудня до березня. Товщина крижаного покриву до 50 см, іноді до 80 см. Водообмін у водосховищі відбувається 2,5—4 рази на рік. Режим рівнів характеризується весняним наповненням і зимовим спрацюванням.
Створення водосховища покращило умови судноплавства. Використовується для зрошення, водозабезпечення, рекреації.
На берегах водосховища розташовані міста Канів, Черкаси, Світловодськ.

## Історія
Уперше ідея будівництва Кременчуцького гідровузла і «рукотворних морів» з'явилась 1932 року і була обумовлена необхідністю вирішення енергетичних завдань. Та тоді від задуму практично відмовилися оскільки витрати були завеликі, а вигоди від проєкту малі.
До ідеї Кременчуцького водосховища повернулись у 1940-х роках і наприкінці 1949-го її було ухвалено рішення про створення. Окрім ряду енергетичних завдань УРСР панує думка, що майбутній широкий водорозділ України мав також військове значення. У випадку наступу військ тільки-но створеного блоку НАТО каскад гребель мав бути зруйнований авіаударами, що створило б уздовж всієї республіки неподоланне для ворожої техніки болото, завширшки у 40—50 км.
У 1956 році майбутнім переселенцям офіційно було оголошено про «плани партії», а в 1959—1961 роках водосховище було повністю заповнене. 17 листопада 2024 року дамба водосховища була пошкодженна вибухом російської ракети.

## Флора і фауна
Температурний режим у теплий період року сприяє розвитку зоо- та фітопланктону. Водяна рослинність найпоширеніша на мілководді. Тут розвивається цицанія широколиста, очерет, рогіз вузьколистий, є лепешняк, рдесник, біле латаття, кушир темно-зелений. Влітку спостерігається «цвітіння води». Цей процес охоплює до 70 відсотків площі водосховища, особливо у південній частині та затоках, погіршуючи якість води.
Фауна налічує 154 види зоопланктону, 180 — донних безхребетних, 50 — риб (зокрема лящ, судак, короп, плітка, синець, тюлька). Мілководдя вздовж лівого берега — місце гніздування птахів. Водяться бобер, ондатра; в острівній частині — видра, єнотоподібний собака, лисиця, горностай.

## Природно-заповідний фонд
У межах водосховища розташовані об'єкти природно-заповідного фонду: Канівський природний заповідник, Нижньосульський національний природний парк, заказники: Кединогірський, Липівський орнітологічний, Осокінські острови, Пташині острови, Рогозинські острови, Кінські острови, Пташиний базар, Острів Обеліск, Острів Лисячий, острів Плавучий та інші.

## Притоки Дніпра в межах водосховища
- З правого берега: Рось, Вільшанка, Ірдинка, Тясмин, Цибульник
- З лівого берега: Горіхівка, Супій, Золотоношка, Ірклій, Коврай, Ковалівка, Сула, Крива Руда

## Острови водосховища
Унаслідок затоплення долини Середнього Дніпра географія островів тут суттєво змінилася, були затоплені плавні з численними давніми островами у місці злиття Сули з Дніпром (нині озерна частина водосховища). Серед зниклих такі відомі в історії острови, як Богун, Королевець, Корчуватий та інші. Водночас з'явилося багато нових, часто безіменних або з новими локальними й маловідомими назвами, утворені із підтоплених ділянок заплави і борової тераси, колишніх дюн. Особливо багато таких у підтопленому Нижньому Посуллі (нині — Сулинська затока водосховища) та лівобережній частині заплави між гирлом річки Супій та села Кедина Гора, розділеній рукавом Дніпра —  Довгуном та його незчисленними протоками.
Найкраще давні острови збереглися у верхній, річковій частині водосховища: Круглик, Шелестів, Просеред, Плавучий, Молодняги, Випадковий, Марченків, також у цій же частині розміщені острови Чайківський, Аврумів, Гетьманів та інші.
Острови річково-озерної частини: Дубинка, Залізьки, архіпелаги — о-ви Просеред, о-ви Самовиця, Липівські острови, о-ви Кучугури (Леськівські Кучугури, Великі Кучугури або Циганський Острів, Рибальський о-в, Середні або Худяківські Кучугури, Малі або Сагунівські Кучугури), новонамиті штучні острови поблизу м. Черкас — Чаїний і Мурашиний та цілий ряд дрібних, часто безіменних острівців. У нижній, озерній частині водосховища найбільшим островом є Жовнин, поряд розташований Вереміївський (обидва колишні піщані дюни), Біленкові Бурти, Острів Смерті, Кам'яний та інші. У Сулинській затоці відомі наступні острови: Галицький, Кулішівський, Романові Горби, Лящівочка, Хатнище та ряд інших.

## Затоплені поселення

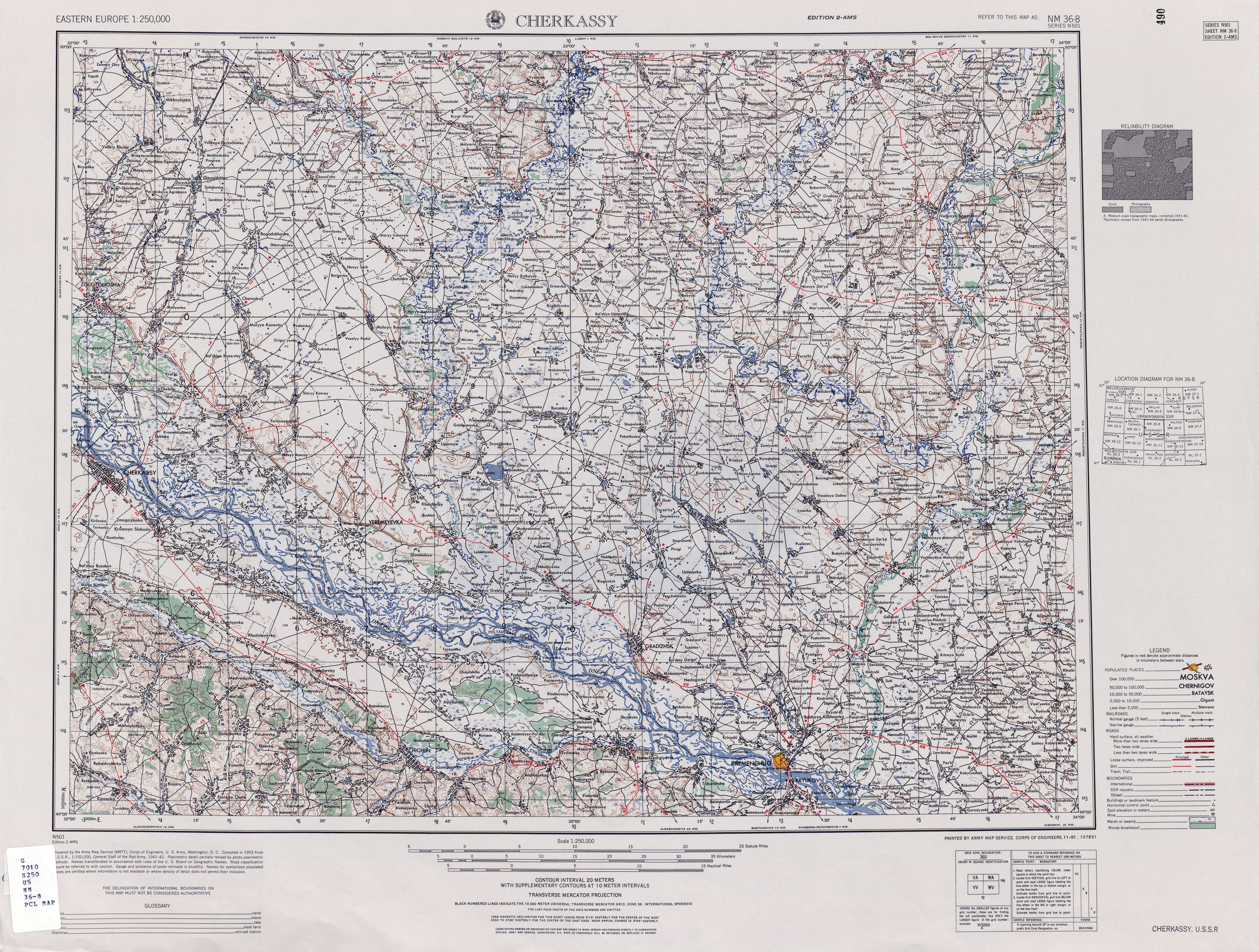
Розташування сіл до затоплення на військовій мапі армії США 1953 року

При заповненні водосховища були затоплені 212 населених пунктів, або 39,6 тис. дворів із населенням 133 тисяч осіб. Найбільшим з них було місто Новогеоргіївськ.
Серед основних затоплених поселень на лівому березі були: Біла Голова, Більки, Бубнів, Бузьки, Букачівка, Бурдоносів, Васьківка, Велике Липське, Воїнська Гребля, Галицьке, Головки, Гусине, Демки, Денисенків, Дубина, Дубинка, Забудько, Залізьки, Котлів, Кулішівка, Лебехівка, Ляшенки, Мале Липське, Малярівка, Матвіївка, Меринці, Миколаївка, Миньківці, Митьки, Мойсинці, Морозівка, Мутихи, Налісні, Нове Липівське, Палений, Панське (Красне), Пищики, Плависте, Погоріле, Пугачівка, Радутське, Ротківка, Самовиця, Сергіївка, Старе, Старе Липівське, Стовбуваха, Хрести, Чигирин-Діброва, Шафорости.
На правому березі було затоплено наступні найбільші поселення: Адамівка, Бужин, Вітрівка, Воронівка, Змитниця, Калаборок, Калантаїв, Клочкове, Кожарки, Коропівка, Крилів, Ломовате, Мала Андрусівка, Мудрівка, Нове Липове, Пеньківка, Ревівка, Самусіївка, Скубіївка, Старе Липове, Талдики, Тарасівка, Тясминка, Чаплище, Чернече, Шабельники, Шумейки.
Багато сіл було перенесено із зони затоплення зі збереженням старих назв: Боровиця, Васютинці, Вереміївка, Вітове, Домантове, Жовнине, Кліщинці, Леськи, Мозоліївка, Москаленки, Пронозівка, Рацеве, Сагунівка, Скородистик, Тимченки, Тіньки, Топилівка, Худяки, Червона Слобода, Червонохижинці, Шушвалівка, досить далеко (на 20 км від колишнього місця) було переселено Подорожне, іще далі (аж на 45 км) було переселено село Ялинці (Лялинці). Роз'їзд і селище залізничників Панське на греблі також успадкував назву затопленого села.

## Заходи безпеки
Постійний контроль за станом безпеки греблі водосховища та гідроелектростанції здійснюють Міністерство енергетики та вугільної промисловості України, Державне агентство водних ресурсів України, Державна служба України з надзвичайних ситуацій, Український гідрометеорологічний центр.

## Галерея

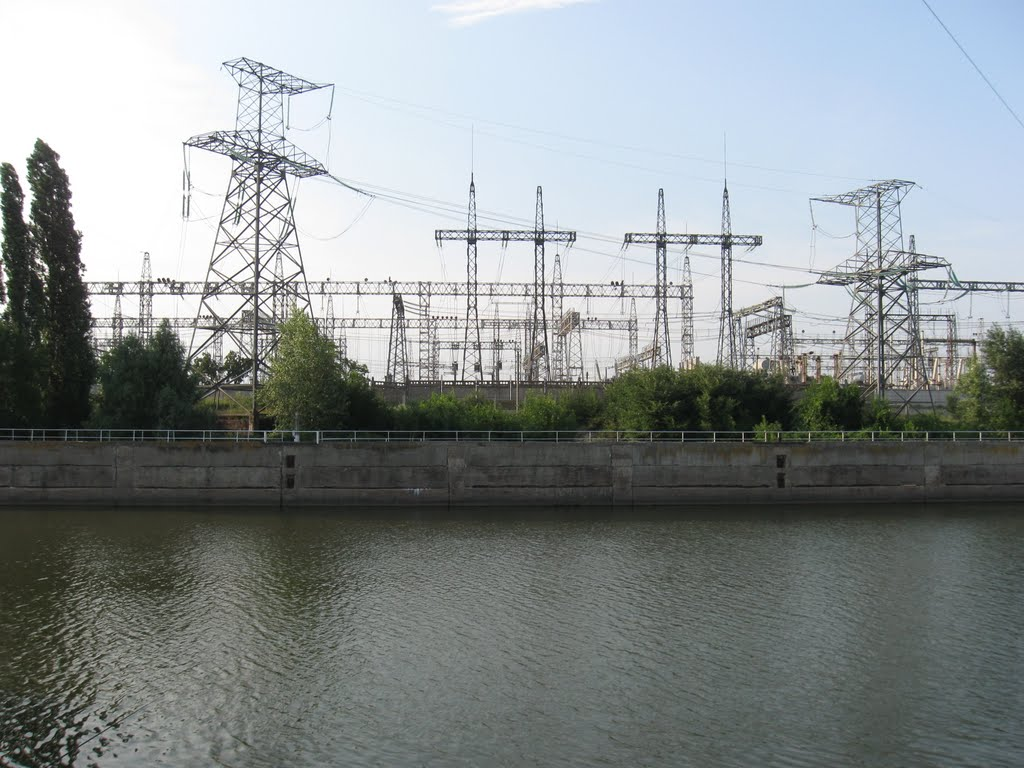
Кременчуцька ГЕС
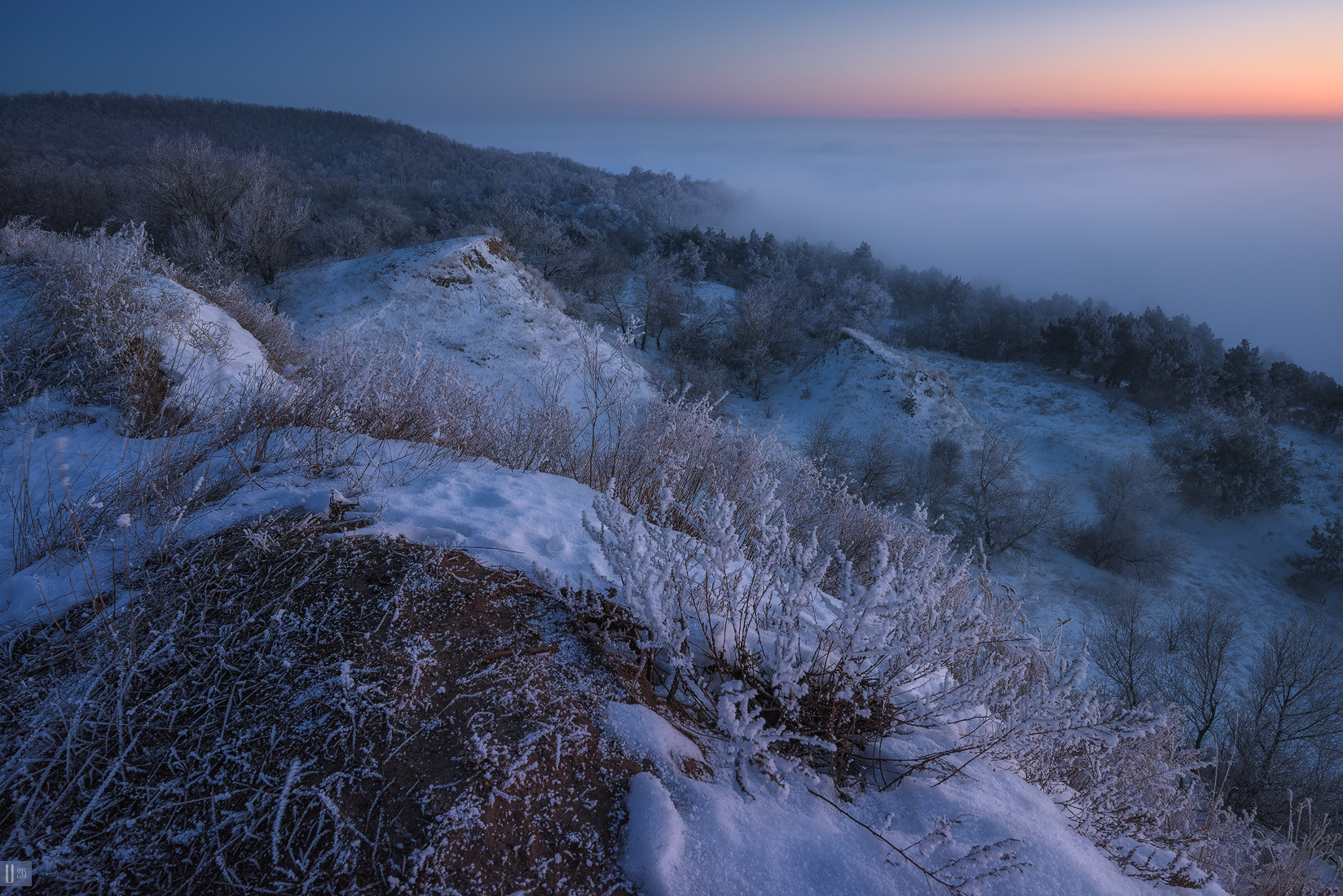
Берег водосховища взимку
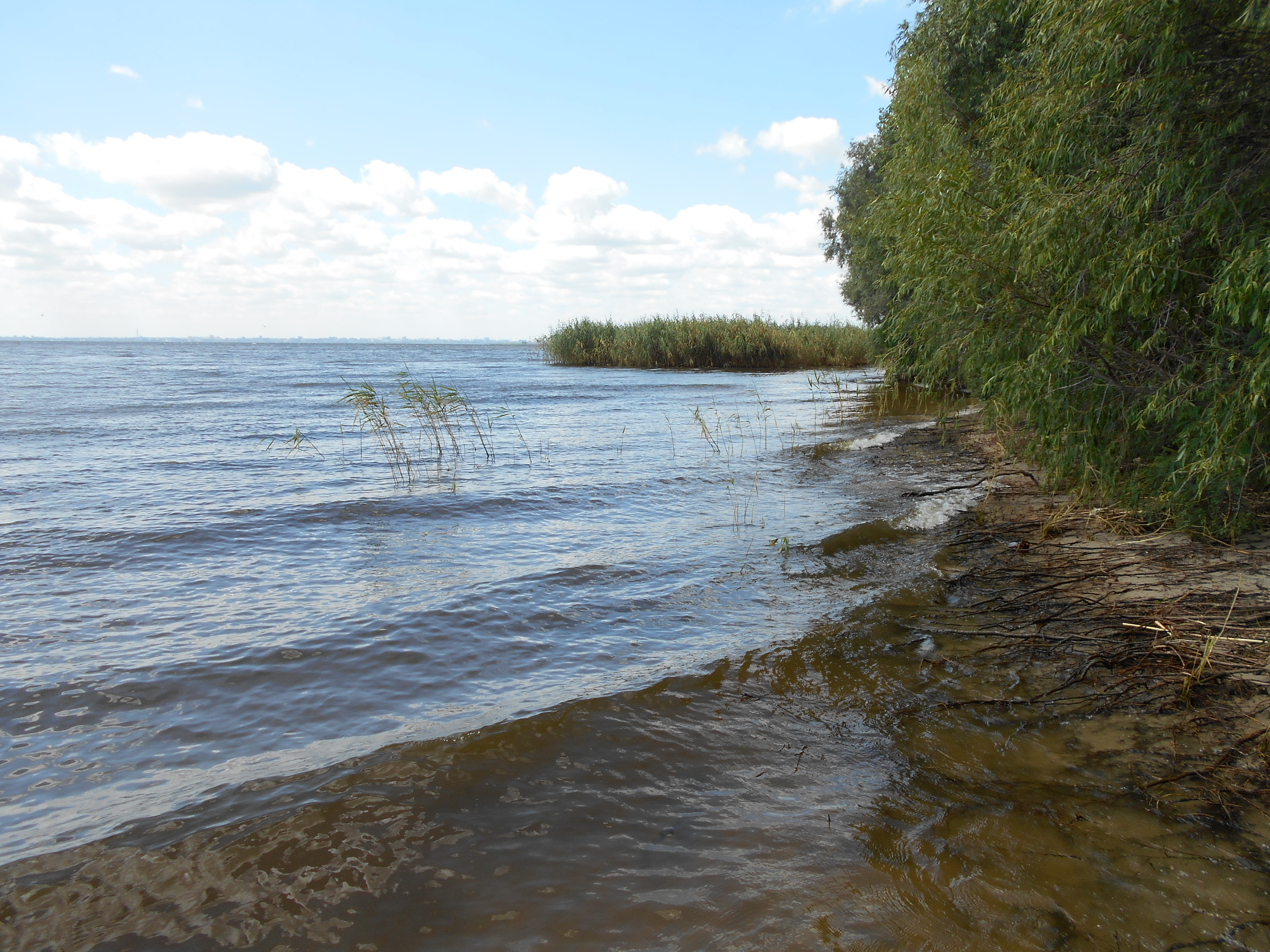
Берег водосховища влітку